# Krzyż Rudno
Krzyż Rudno – zamknięty przystanek kolejowy położony w na wschód od wsi Rudno w woj. wielkopolskim, w powiecie wolsztyńskim, w gminie Wolsztyn.